# Pierre Frédéric Sarrus
Pierre Frédéric Sarrus, nascut el 10 de març 1798 a Saint-Affrique i mort el 20 de novembre de 1861, fou un matemàtic francès.
L'any 1815 Sarrus dubtava, per continuar els seus estudis, entre medecina i matemàtiques. La negativa del batlle de Saint-Affrique per fer-li un certificat de "bona vida i bons costums", perquè era bonapartista (seguidor de Napoleó Bonaparte) i perquè tenia orígens protestants, el van empènyer cap a la Facultat de Ciències.
A Montpeller va conèixer Joseph Diaz Gergonne i va publicar diferents articles i memòries a la revista Annales de Gergonne, una de les primeres revistes de matemàtiques, en els anys 1820.
L'any 1829 el nomenen professor de matemàtiques a la facultat de Ciències d'Estrasburg, de la qual serà degà de 1839 a 1852. Publica la majoria dels seus treballs en el Journal de mathématiques pures et appliquées de Liouville. Comença a tenir problemes de salut i es jubila l'any 1858.
Va ser membre de la Société des amis du muséum d'histoire naturelle de Strasbourg.
Es va dedicar als mètodes de resolució d'equacions numèriques i al càlcul de variacions. L'any 1853, resol un dels problemes més complexos de la mecànica de les peces articulades, el de la transformació de moviments rectilinis alternatius en moviments circulars continus amb el mecanisme de Sarrus.
Se'l coneix sobretot entre els/les estudiants de matemàtiques per una regla de càlcul del determinant d'una matriu quadrada d'ordre tres que porta el seu nom. Aquesta regla va ser publicada per primer cop a Estrasburg l'any 1833 en l'article Nouvelles méthodes pour la résolution des équations.